# Jörg Münzner
Jörg Münzner, född den 14 juli 1960 i Hamburg i Tyskland, är en österrikisk ryttare.
Han tog OS-silver i lagtävlingen i hoppning i samband med de olympiska ridsporttävlingarna 1992 i Barcelona.